# Coquelles
 Coquelles  es una comuna y población de Francia, en la región de Alta Francia, departamento de Paso de Calais, en el distrito de Calais y cantón de Calais Noroeste.
Forma parte de la aglomeración urbana de Calais.
Está integrada en la Communauté d'agglomération de Calaisis.

## Demografía
| 360 | 273 | 340 | 394 | 436 | 452 | 448 | 438 | 410 | 440 | 486 | 452 | 455 | 494 | 557 | 6 | 623 | 630 | 655 | 736 | 846 | 862 | 927 | 877 | 866 | 972 | 1 144 | 1 158 | 1 248 | 2 081 | 2 133 | 2 370 | 2 353 | 2 349 |
| Para los censos de 1962 a 1999 la población legal corresponde a la población sin duplicidades (Fuente: INSEE [Consultar]) |     |     |     |     |     |     |     |     |     |     |     |     |     |     |   |     |     |     |     |     |     |     |     |     |     |       |       |       |       |       |       |       |       |